# Поэгли, Вадим Юрьевич
Вадим Юрьевич Поэгли (род. 3 марта 1964, Москва, СССР) — российский политический журналист.

## Биография
Вадим Поэгли родился 3 марта 1964 года в Москве. Отец — Юрий Викторович Поэгли, работал наборщиком в Московской типографии № 13, мать — Ангелина Александровна Поэгли, была начальником наборного цеха в той же типографии.
На четверть имеет латышские корни. Отучился полгода в МАМИ, работал в это время токарем на заводе «Серп и Молот». Два года провёл на службе в войсках ПВО. В 1985 году поступил на факультет журналистики МГУ и в 1990 году его окончил.
С 1 ноября 1990 года — штатный сотрудник газеты «Московский комсомолец». Возглавлял отдел политики в то время, когда в «Московском комсомольце» произошло убийство его сотрудника, журналиста Дмитрия Холодова.
С мая 1997 года стал также шеф-редактором журнала «МК-Бульвар», совмещая должности заместителя главного редактора в газете, где курировал статьи политическо-экономического направления, а также некоторые другие отделы. Позднее также был назначен на должность шеф-редактора газеты «МК-Мобиль».
В 1994 году в газете после убийства журналиста Дмитрия Холодова, занимавшегося расследованием коррупционных схем в министерстве обороны, которое возглавлял министр Павел Грачёв, вышла статья Поэгли «Паша-Мерседес. Вор должен сидеть в тюрьме, а не быть министром обороны», где Поэгли указал на факты коррупции в военном ведомстве и привёл данные о покупке нескольких автомобилей «Мерседес» Павлом Грачевым в личное пользование на те деньги, которые были выданы на покупку военной техники.
После выхода статьи Грачёв подал в суд на Поэгли, сочтя слово «вор» в подзаголовке, а также сокращённую форму имени «Паша» в заголовке — нанесенным ему лично оскорблением. На судебном заседании Поэгли объяснил, что слово «вор» в данной конкретно формулировке не является лично направленным в адрес министра обороны оскорбительным словом или приговором, вынесенным ему самостоятельно газетой до начала судебного разбирательства, а является частью цитаты героя известного детективного фильма «Место встречи изменить нельзя», в котором ее произносит Глеб Жеглов. Поэгли был сначала приговорен к году исправительных работ в пользу министерства обороны и незначительному штрафу, однако в зале суда был освобожден по амнистии в канун Дня Победы. В дальнейшем ведший уголовное дело Поэгли адвокат Генри Резник подал апелляцию, и Конституционный суд вынес оправдательное решение, утвердив, что Поэгли не наносил оскорбления Грачеву.

## Награды
Награждён[когда?] премией «Лучшему журналисту» от Союза журналистов Москвы и мэра столицы Юрия Лужкова.

## Личная жизнь
В студенческие годы в течение двух лет был женат на однокурснице по журфаку Лене Герасимовой.
С 1999 по 2007 год гражданской женой Вадима Поэгли была Валентина Пескова — журналист, корреспондент журнала «МК-Бульвар», где вела авторскую рубрику о телевидении «ТелеБульвар» (до 2015 года).
С 2012 года женат на Ольге Поэгли, экс-сотруднице отдела газетной верстки «Московского комсомольца», затем — заместителе главного редактора и ответственного секретаря газеты «Подмосковье сегодня». Сын Артем, родился 5 мая 2013 года.